# ادوین کتمول
ادوین ارل کتمول (به انگلیسی: Edwin Earl Catmull) (متولد ۱۹۴۵) یک متخصص رایانه است که هم‌اکنون رئیس پیکسار و شرکت والت دیزنی می‌باشد. کتمول به عنوان یک متخصص رایانه سهم مهمی در گسترش گرافیک رایانه‌ای داشته‌است؛ و به همین خاطر برندۀ جایزه تورینگ می‌گردد. در سال ۱۹۸۶ استیو جابز و ادوین کتمول با همراهی هم استودیوی پویانمایی پیکسار را بنیان نهادند.